# Bernhard Eitel
Bernhard Eitel, né le 31 août 1959 à Karlsruhe, est un géologue allemand. Depuis 2007, il est recteur de l'université de Heidelberg.